# Levan Moseshvili
Levan Moseshvili, en georgiano ლევან მოსეშვილი (Tiflis, Georgia, 23 de mayo de 1940-ib., 5 de marzo de 2020) fue un baloncestista soviético y georgiano. Consiguió la medalla de plata en los Juegos Olímpicos de Tokio 1964 con la selección de la URSS.

## Palmarés
- Copa de Europa: 1

BC Dinamo Tbilisi:  1961-62.